# عایشه هارت
عایشه هارت (انگلیسی: Aiysha Hart؛ زادهٔ ۸ اوت ۱۹۸۸) هنرپیشه اهل بریتانیا است.
از فیلم‌ها یا برنامه‌های تلویزیونی که وی در آن نقش داشته‌است می‌توان به جن، کولت، روزنه امید و کشف جادوگران اشاره کرد.